# Elselien van der Graaf
Elselien van der Graaf (Den Haag, 17 juli 1949) is een Nederlands beeldhouwer en keramist.

## Leven en werk
Van der Graaf volgde de opleiding monumentale kunst bij Artibus in Utrecht (1969-1973), ze leerde bronsgieten van Pieter Starreveld. Ze maakt vooral dier- en mensfiguren in staal, brons en klei. In 2005 was ze een van de twaalf Utrechtse kunstenaars die werden geportretteerd voor de serie Utrecht aan Zee.

## Werken (selectie)
- Twee eenden (1977), Maarssen
- Bassist en saxofonist (1978), Maarssen
- Man zonder hond (1980), Noordwijk-Binnen
- Superkarren (1983), Lelystad
- Drie koeien (1983), Clausstraat, Zegveld
- Drie figuren (1988), Park De Vechtzoom, Utrecht
- Zittende vrouw (1989), 't Goy
- Vliegende zwanen (1992), Maarssenbroek
- Vrouwe Justitia (2000), voor het gerechtsgebouw, Utrecht
- T'OM (2009), bij het Openbaar Ministerie, Den Haag
- Bart de Graaff (2017), bronzen beeld voor zijn graf op de Algemene Begraafplaats, Heemstede

## Fotogalerij

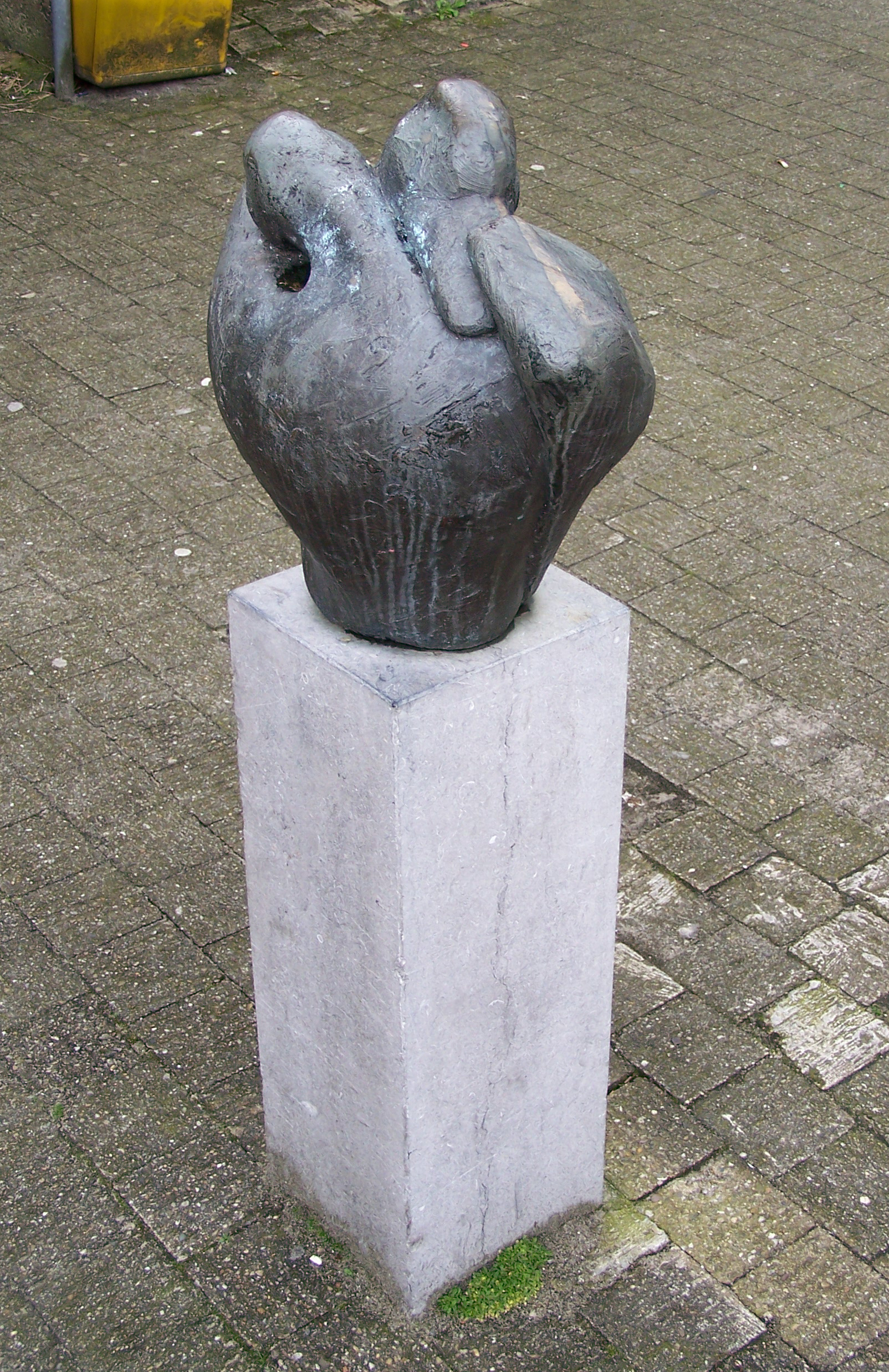
Twee eenden (1977), Maarssen
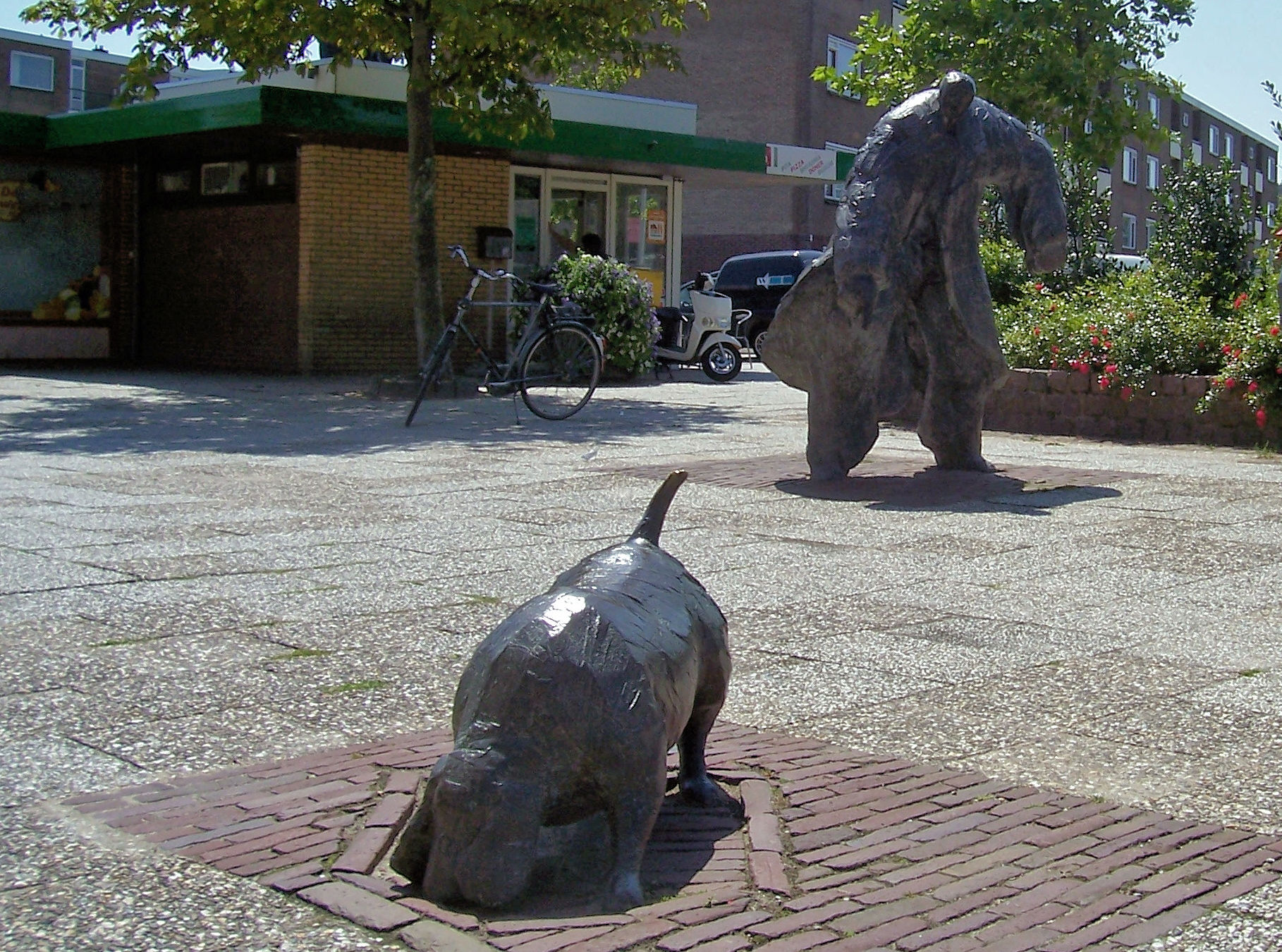
Man zonder hond (1980), Noordwijk
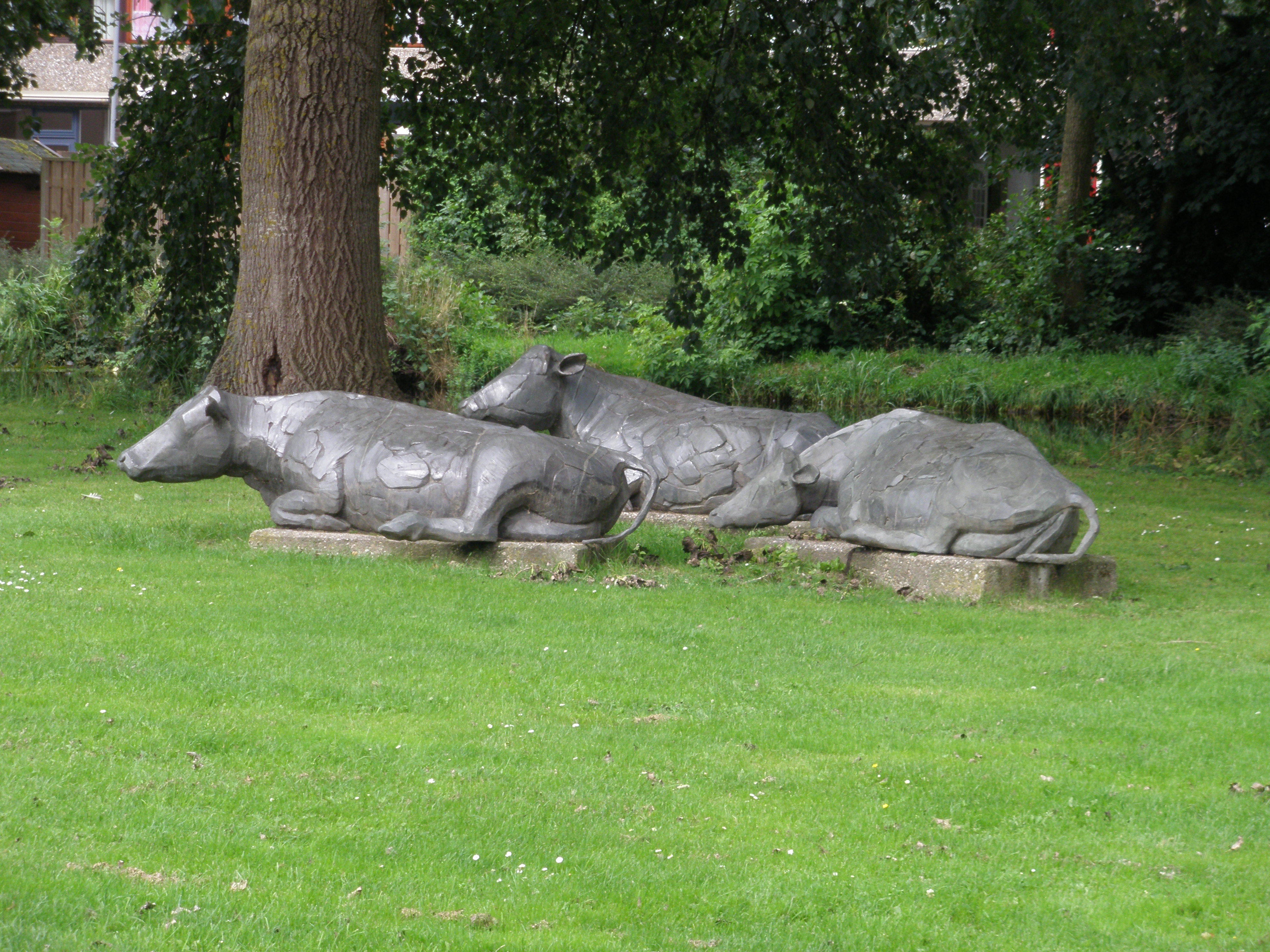
Drie koeien (1983), Zegveld
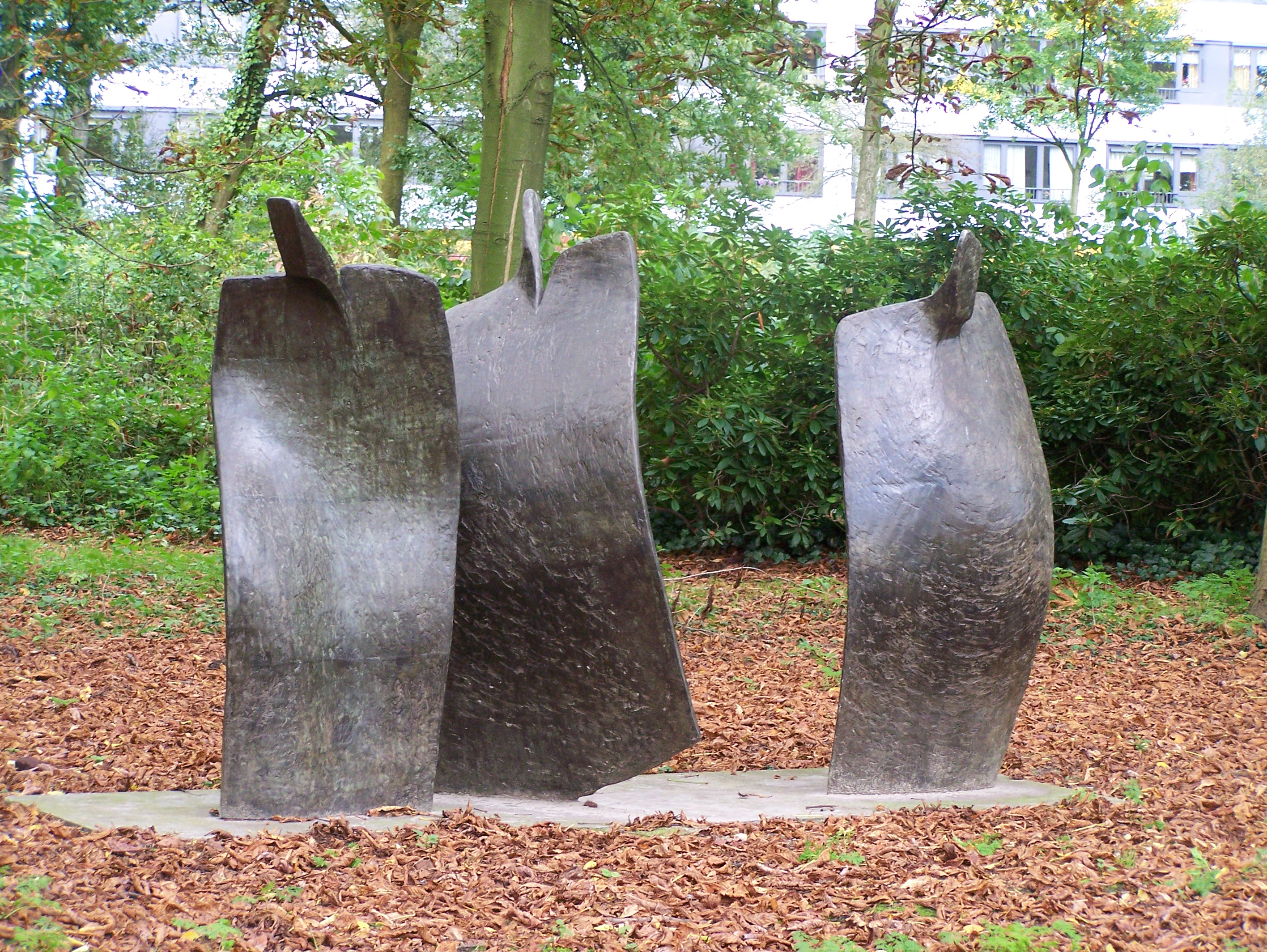
Drie figuren (1988), Utrecht
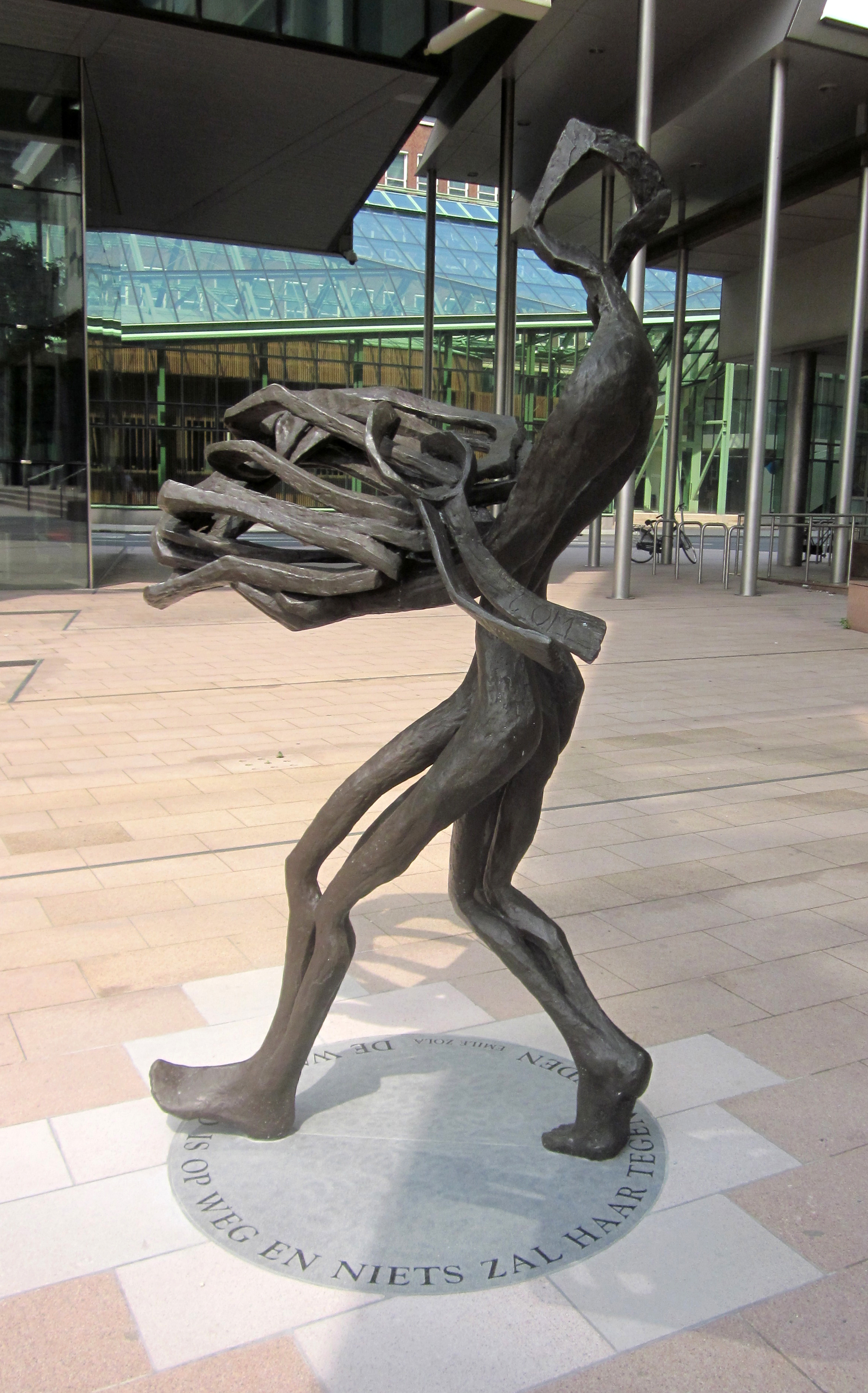
T'OM (2009), Den Haag